# 로리 (프랑스의 가수)
로리(Lorie, 1982년 5월 2일 ~ )는 프랑스의 싱어송라이터이다.